# Plommonmätare
Plommonmätare, Angerona prunaria, är en fjärilsart som beskrevs av Carl von Linné 1758. Plommonmätare ingår i släktet Angerona och familjen mätare. Arten har livskraftiga (LC) populationer i både Sverige och i Finland. Nio underarter finns listade i Catalogue of Life.

## Underarter
- Angerona prunaria alpina Kitt, 1932
- Angerona prunaria aquafortis Bryk, 1949
- Angerona prunaria coreola Wehrli, 1940
- Angerona prunaria dominans Bryk, 1942
- Angerona prunaria kentearia Staudinger, 1892
- Angerona prunaria mongoligena Bryk, 1949
- Angerona prunaria prouterona Bryk, 1949
- Angerona prunaria turbata Prout, 1929
- Angerona prunaria valens Wehrli, 1940

## Bildgalleri

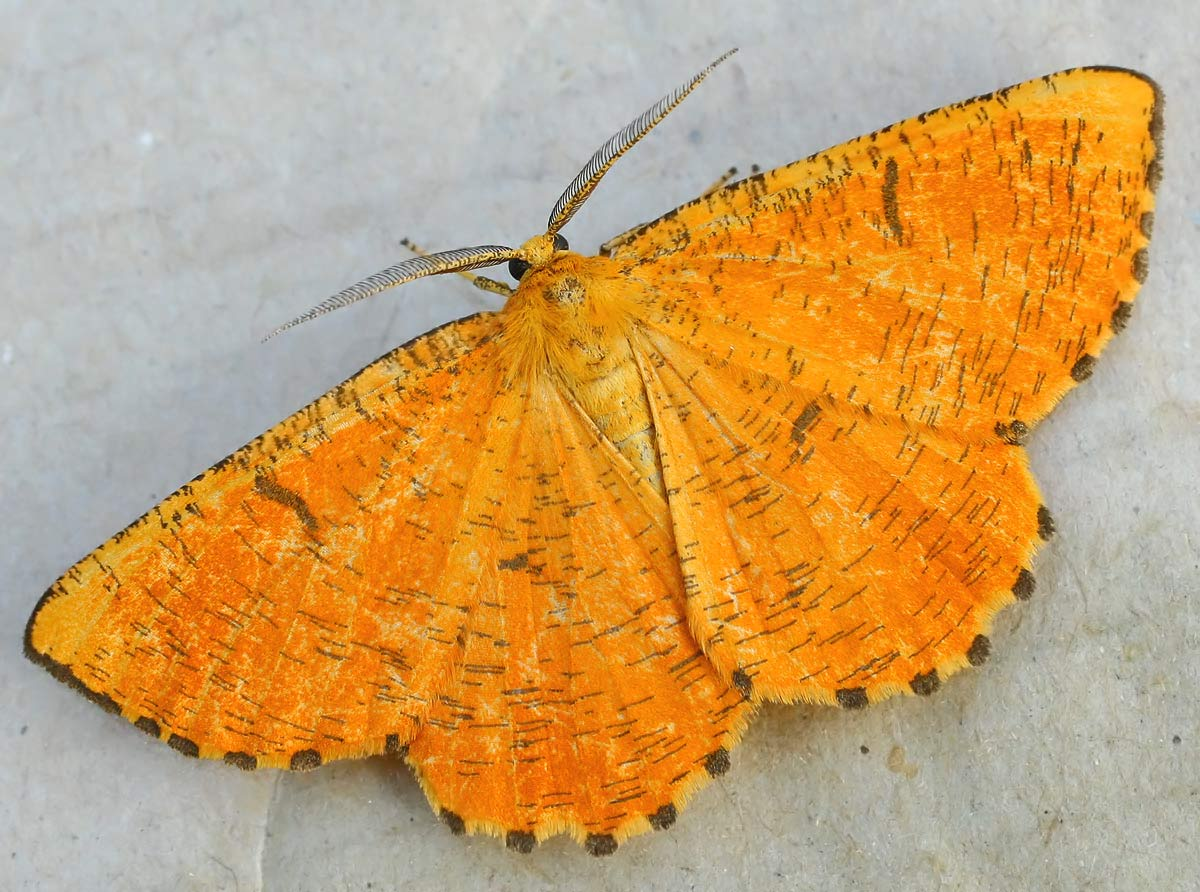
Imago hane
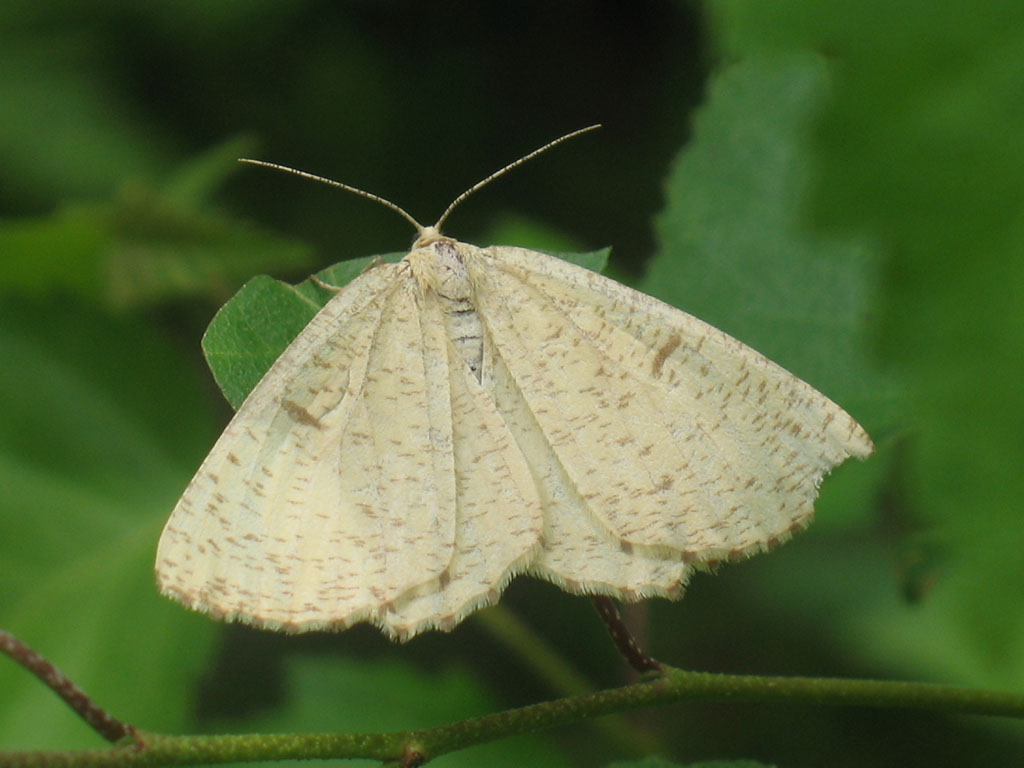
Imago hona
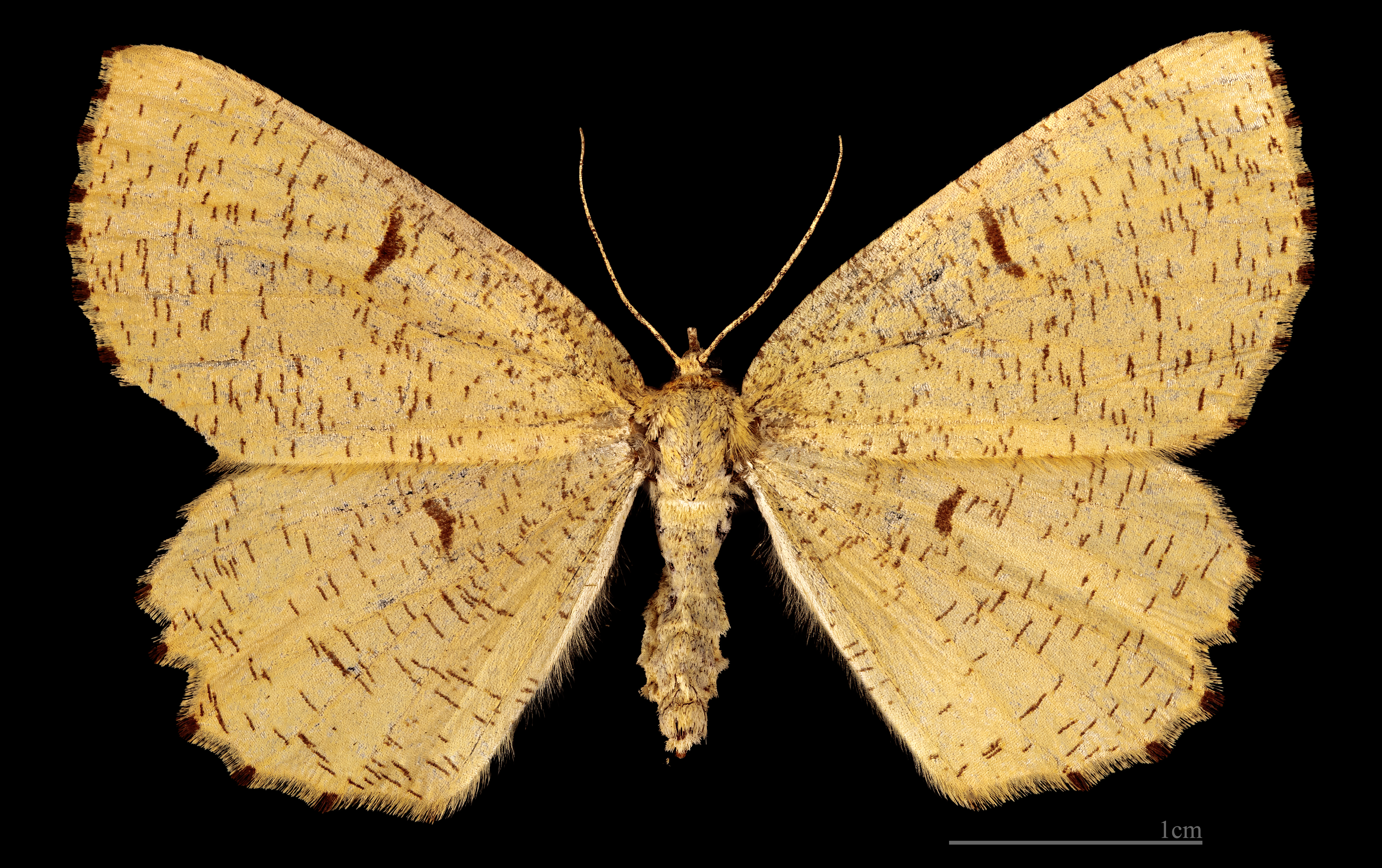
Preparerad (uppnålad) imago fjäril, hona ovansida
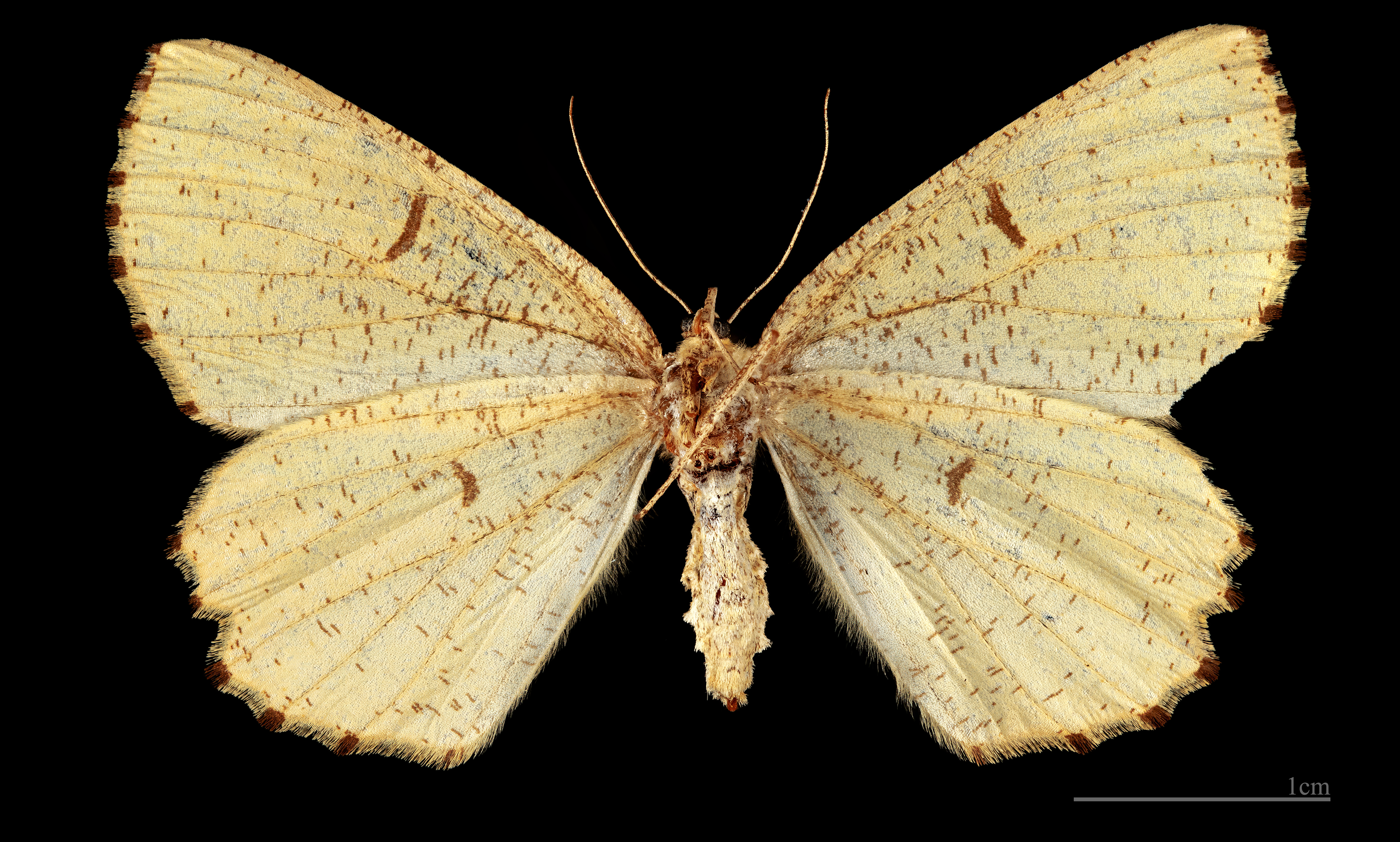
Preparerad (uppnålad) imago fjäril, hona undersida
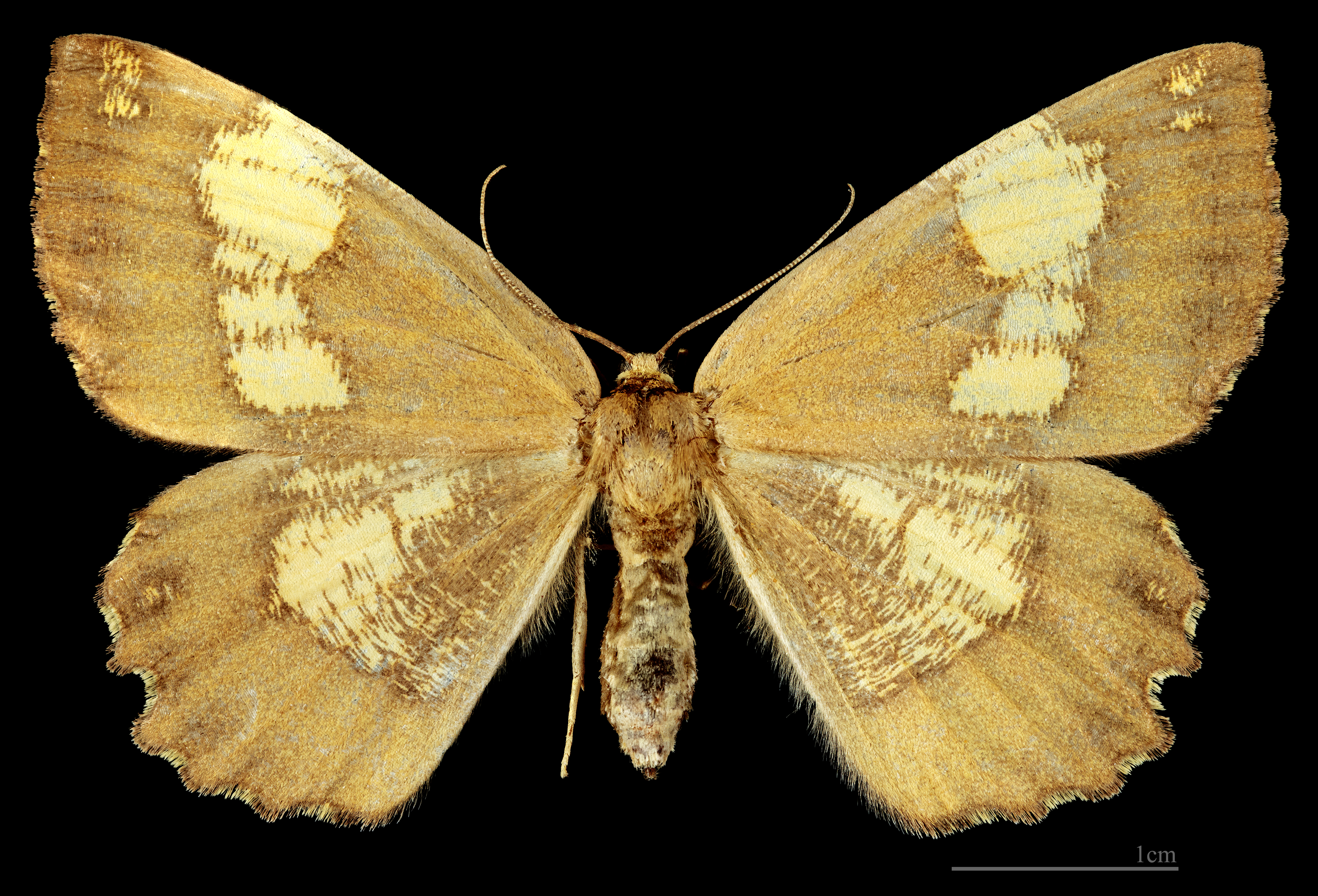
Preparerad (uppnålad) imago fjäril, hona ovansida
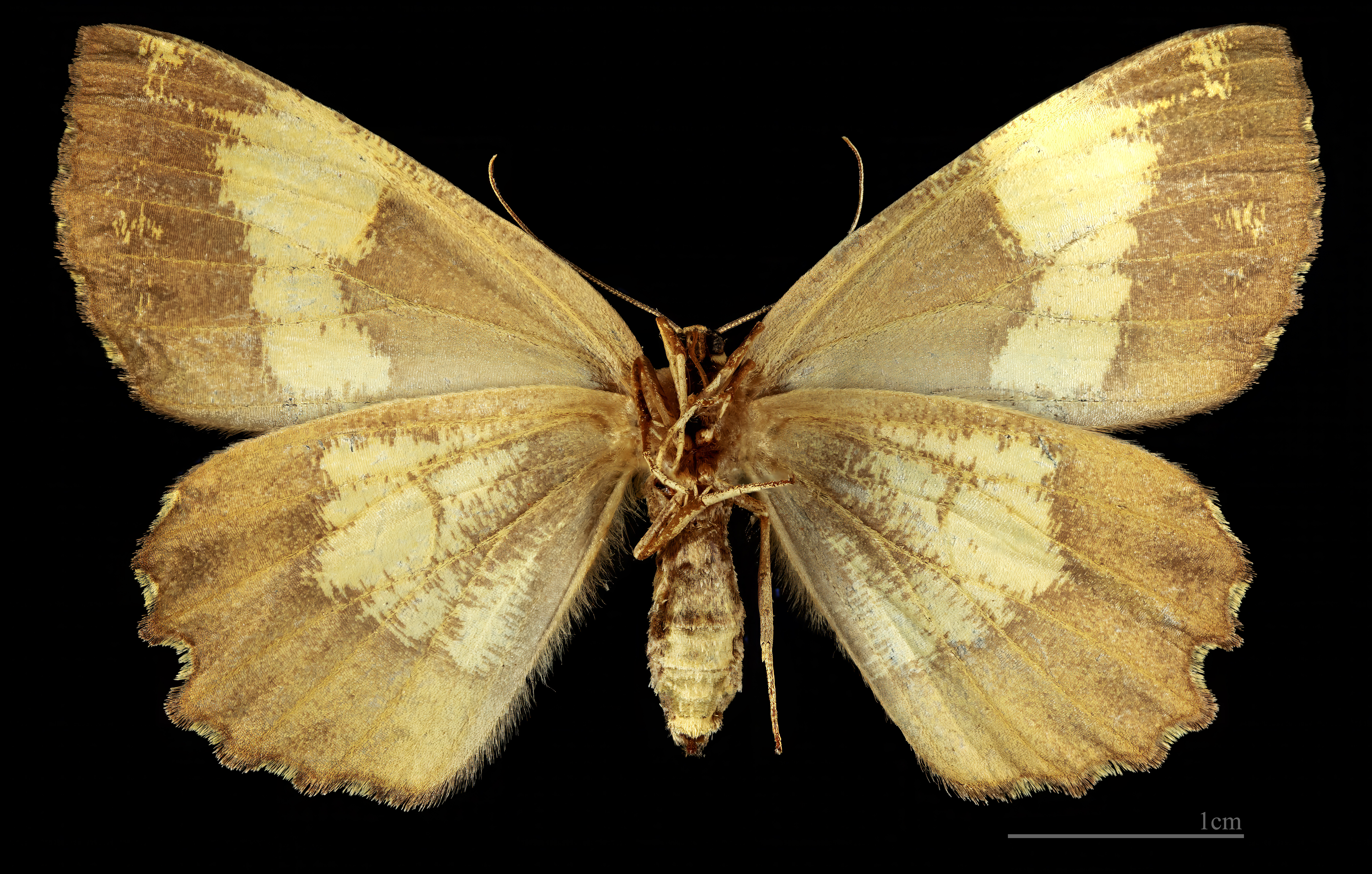
Preparerad (uppnålad) imago fjäril, hona undersida